# Viktoria Ngotsé
Viktoria Ngotsé (* 10. April 1989 in Leipzig) ist eine deutsche Schauspielerin.

## Leben und Wirken
Ngotsé studierte an der Technischen Universität Ilmenau. Sie wurde u. a. 2012 bis 2013 im Acting Studio Monika Schubert als Schauspielerin ausgebildet. Zusätzlich arbeitet sie als Produktionskoordinatorin für deutsche sowie internationale Filmproduktionen. Viktoria Ngotsé spielte u. a. in folgenden Fernsehserien mit: Gute Zeiten, schlechte Zeiten; Alles was zählt.
Seit 2023 ist sie in der ZDF-Serie Die Bergretter zu sehen.

## Filmografie (Auswahl)
- 2012: Gute Zeiten, schlechte Zeiten
- 2016: SOKO Leipzig
- 2017: Fotoautomat Man
- 2017: Rockstars zähmt man nicht
- 2019, 2020: Alles was zählt
- 2020: Die Hochzeit
- 2020: Gute Zeiten, schlechte Zeiten
- 2021: Der Beischläfer
- 2022: Balko Teneriffa
- seit 2023: Die Bergretter
- 2024: In aller Freundschaft – Die jungen Ärzte – Gerettet